# GPhoto
gPhoto je sada programů a knihoven pro práci s digitálními fotoaparáty. Kromě stahování fotografií z fotoaparátu umožňuje gPhoto i jejich načítání a vzdálenou konfiguraci či focení (pokud to fotoaparát umožňuje).
gPhoto je svobodný software zveřejněný pod licencí GNU Lesser General Public License

## Podporované fotoaparáty a platformy
gPhoto podporuje přes 1200 přístrojů (podle údajů z dubna 2010). Program se připojuje prostřednictvím Picture Transfer Protocol, případně Media Transfer Protocol. Řada fotoaparátů které nejsou podporovány přímo v gPhoto se chová jako USB flash disk, tudíž jsou podporovány přímo operačním systémem.
Jedná se o multiplatformní software, který funguje v Linuxu, FreeBSD, NetBSD a řadě dalších Unix-like systémů.

## Programy
gPhoto obsahuje knihovnu libgphoto2 jako základ pro další aplikace a rozhraní pro příkazový řádek. Oficiálním grafickým rozhraním je gtkam, k dalším aplikacím patří program digiKam pro KDE, gThumb a F-Spot pro GNOME.